# Roman Kawecki

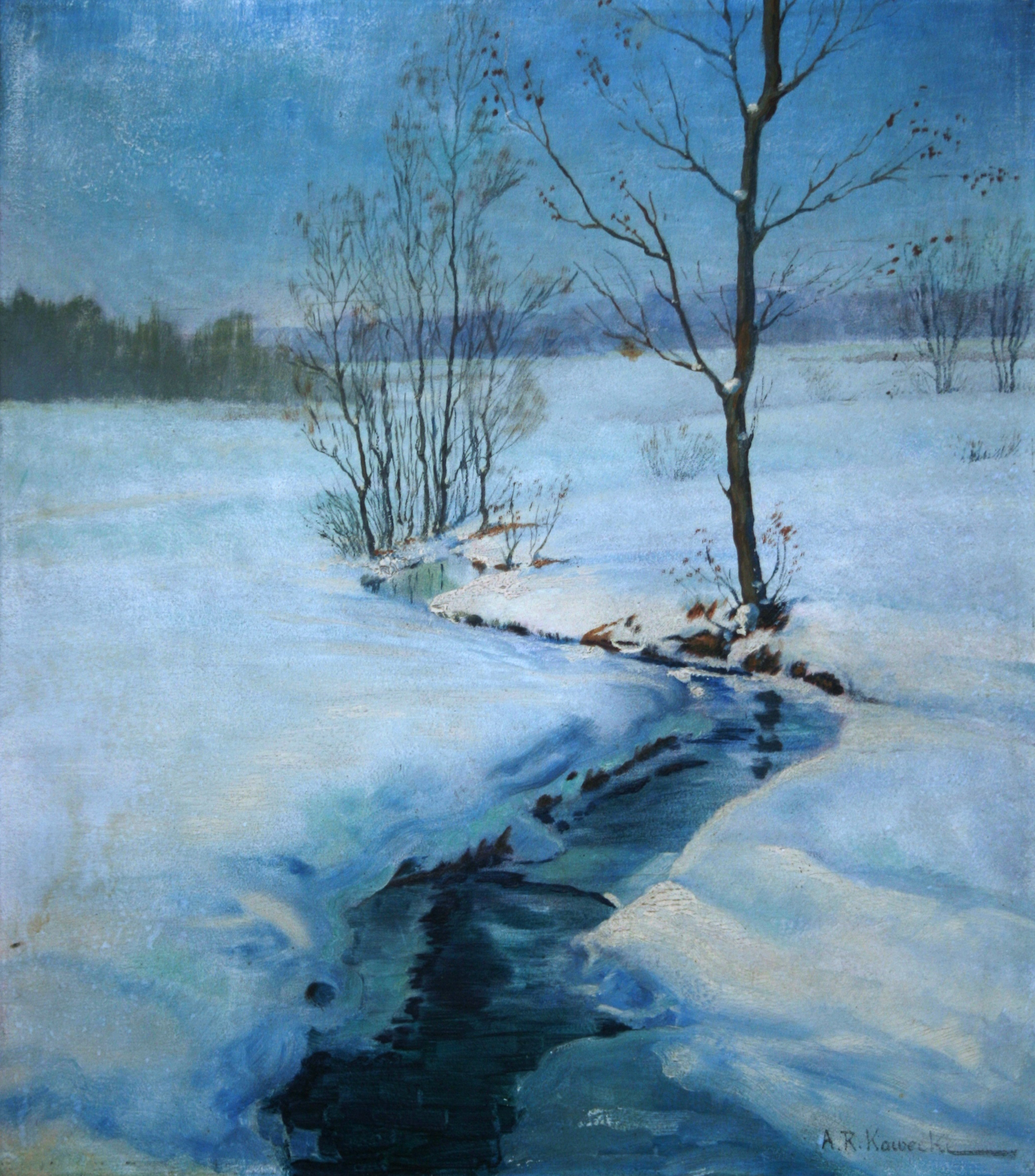
Strumyk – pejzaż Romana Kaweckiego

Roman Kawecki herbu Gozdawa (ur. 9 sierpnia 1868 w Nowym Sączu, zm. 13 listopada 1938 w Warszawie) – pułkownik kawalerii cesarskiej i królewskiej armii, generał brygady Wojska Polskiego oraz malarz.

## Życiorys
Był synem Edwarda i Róży z baronów Brunickich. W 1885 ukończył Gimnazjum św. Anny w Krakowie, a w 1889 – studia prawnicze na Uniwersytecie Jagiellońskim i odbył służbę jednoroczną w armii austriackiej, uzyskując w 1889 stopień podporucznika kawalerii. Praktykę odbył w 1 pułku ułanów w Krakowie. W 1892 przeszedł do rezerwy. Studiował malarstwo – początkowo w Krakowie (w Akademii Sztuk Pięknych), potem w Paryżu u H. Morisseta. W 1895 powołany do służby wojskowej. Rotmistrz z 1901, major z 1913. Pełnił funkcje dowódcze i instruktorskie jazdy, m.in. w Wyższej Szkole Wojennej w Wiedniu.
W czasie I wojny światowej dowódca dywizjonu kawalerii. Podpułkownik z 1915. W okresie listopad 1917 – marzec 1918 dowódca 2 pułku Ułanów Legionowych, a po bitwie II Brygady Legionów Polskich pod Rarańczą zawieszony w pełnieniu obowiązków przez władze austriackie.
W listopadzie 1918 został przyjęty do Wojska Polskiego i mianowany dowódcą 1 pułku Ułanów Ziemi Krakowskiej. 14 stycznia 1919 zdał dowództwo ppłk. Adamowi Kicińskiemu i objął stanowisko Inspektora Jazdy w Sztabie Generalnym. W maju 1919 został zastępcą gen. por. Aleksandra Karnickiego, Generalnego Inspektora Jazdy, a później pełniącym obowiązki Generalnego Inspektora Jazdy. Od 9 kwietnia 1920 do 6 maja 1921 był Generalnym Inspektorem Jazdy przy Naczelnym Wodzu. Na tym stanowisku 1 maja 1920 zatwierdzony został w stopniu generała podporucznika z dniem 1 kwietnia 1920. W 1922 w Inspektoracie Armii nr V we Lwowie. 28 marca 1922 został mianowany członkiem Oficerskiego Trybunału Orzekającego. 3 maja 1922 został zweryfikowany w stopniu generała brygady ze starszeństwem z dniem 1 czerwca 1919 w korpusie generałów. Z dniem 30 września 1925 przeniesiony został w stan spoczynku z powodu trwałej niezdolności do służby wojskowej, stwierdzonej przez komisję wojskowo-lekarską. Osiadł w Krakowie. Zmarł w Warszawie. Został pochowany na cmentarzu Rakowickim w Krakowie (kwatera XXXII).

## Malarstwo
Po przeniesieniu do rezerwy poświęcił się malarstwu. Malował portrety, m.in. wybitnych wojskowych, a także pejzaże. Swoje obrazy wystawiał w Krakowie, Lwowie, Warszawie (m.in. w Zachęcie: Portret pani Sz., 1926; Akt, 1929) i Paryżu. 40 jego prac zostało zakupionych przed II wojną światową przez Muzeum Wojska. Jeden z jego obrazów, wystawiony w Paryżu, Filozof i kobieta, po zakupie trafił do Stanów Zjednoczonych.

## Odznaczenia
- Krzyż Zasługi Wojskowej
- Krzyż Wojskowy Karola
- Order Żelaznej Korony
- Oficer Legii Honorowej (1921 – zezwolenie Naczelnika Państwa)[7]